# Комарниця (річка)
Комарниця (також Комарня) — річка в Україні, у Березнівському районі Рівненської області. Права притока Случі (басейн Дніпра).

## Опис
Довжина річки 19 км або 20 км, похил річки — 1,3 м/км. Формується з багатьох безіменних струмків та водойм. Площа басейну 94,8 км² або 96 км². Має 2 притоки довжиною до 10 км (струмок) із сумарною довжиною 15 км в області.
У басейні річки Комарниця така типологія лісів: 65 % від загальної площі лісів — сосна, 15 % — дуб, 15 % — береза, 5 % — вільха чорна. Співвідношення площ антропогенних ландшафтів до площ зайнятих лісами для річки Комарниця складає 1:2,94. На одну одиницю площі промислових та урбанізованих територій припадає 58,54 одиниць площі лісів.

## Розташування
Бере початок на північному сході від Яцьковичів. Тече переважно на південний захід через Балашівку і на північному сході від Моквина впадає у річку Случ, праву притоку Горині.

## Притоки
- Переспа (ліва).